# Louise Bryant
Louise Bryant (5 de dezembro de 1885 – 6 de janeiro de 1936) foi uma feminista americana, ativista política e jornalista mais conhecida por sua cobertura jornalística da Rússia e dos Bolcheviques durante a Revolução Russa. Bryant, que se casou com o jornalista John Reed (seu segundo marido) em 1916, escreveu sobre a líderes russos como Katherine Breshkovsky, Maria Spiridonova, Alexander Kerensky, Vladimir Lênin e Leon Trotsky. Suas matérias, distribuídas por Hearst, durante e depois de suas viagens para Petrogrado e Moscou, apareceram em jornais de todo o Estados Unidos e Canadá nos anos imediatamente seguintes à I Guerra Mundial. Uma coleção de artigos a partir de sua primeira viagem à Rússia foi publicada em 1918 Seis Vermelho Meses na Rússia. Durante o ano seguinte, ela defendeu a revolução, em depoimento perante o Comitê Overman, uma subcomissão do Senado americano criada para investigar a influência Bolchevique nos Estados Unidos. Mais tarde, em 1919, ela realizou uma turnê nacional de pronunciamentos para incentivar o apoio público dos Bolcheviques e denunciar a intervenção armadas dos EUA na Rússia.
Nascido Anna Louise Mohan, começou a usar o sobrenome do padrasto ainda criança, Sheridan Bryant, ao invés do sobrenome do pai. Ela cresceu na zona rural de Nevada, e frequentou a Universidade de Nevada em Reno e a Universidade de Oregon, em Eugene, e formou-se em História (1909). Buscando uma carreira no jornalismo, ela se tornou a editora social do Espectador e fez trabalhos freelancers para O Oregonian, ambos jornais em Portland, Oregon. Durante os anos em que morou em Portland (1909-1915), ela se tornou ativista no movimento sufragista feminino. Separou-se do seu primeiro marido, em 1915, para ir com Reed para Vila Greenwich. Lá ela fez amizades com líderes feministas da época, algumas das quais conheceu através de relações de Reed, em publicações como As Massas; em reuniões de um grupo de mulheres, Heterodoxia; e através do trabalho com a Provincetown Players. Durante um comício do Partido Nacional da Mulher, em Washington, D.C., em 1919, ela foi presa e passou três dias na cadeia. Tanto ela quanto Reed tiveram amantes fora do casamento; durante os anos que morou na Vila Greenwich (1916-1920), se relacionou com o dramaturgo Eugene O'Neill e com o pintor André Dasburg.
Depois da morte de Reed por febre tifoide em 1920, Bryant continuou a escrever para Hearst sobre a Rússia e também sobre a Turquia, Hungria, Grécia, Itália e outros países na Europa e no Oriente Médio. Alguns artigos desta época foram colecionados em 1923, sob o título Espelhos de Moscou. Mais tarde, naquele mesmo ano, ela se casou com William C. Bullitt, Jr., e com ele teve sua única filha, Anne, no ano seguinte ao casamento. Nos últimos anos de vida sofreu com a rara e dolorosa doença chamada adipose dolorosa, e por isso Bryant não escreveu nem publicou muito na última década de vida, além de beber com frequência. Bullitt, que tinha a guarda exclusiva de Anne, divorciou-se de Bryant, em 1930. Ela morreu em Paris, em 1936, e foi sepultada em Versailles. Em 1998, um grupo de Portland restaurou a sua sepultura, que havia sido negligenciada.

## Início da vida
Anna Louise Mohan nasceu em 1885, em San Francisco, Califórnia. Seu pai, Hugh Mohan, nascido na Pensilvânia, tornou-se jornalista e discursava sobre questões trabalhistas e políticas relacionadas ao Partido Democrático. Mudando-se para São Francisco, ele continuou a escrever para os jornais, e, em 1880, casou-se com Louisa Flick. Louisa cresceu na fazenda de seu padrasto, James Say, perto do Lago Humboldt, em Nevada. Ela teve dois irmãos mais velhos: Barbara (1880) e Louis (1882). Mais Tarde, em 1885, a família mudou-se para Reno, onde Mohan continuou sua carreira jornalística, mas bebia muito. Um dia ele saiu e nunca mais voltou para casa. A mãe de Louise divorciou-se dele em 1889 e casou-se com Sheridan Bryant, um condutor de frete na rodovia do Pacífico Sul. O casal teve dois filhos, Floyd (1894) e William (1896). Embora a família vivesse em Wadsworth, Nevada, Louise aceitou um convite de James Say para viver no rancho dele. Ela permaneceu lá por três ou quatro anos, retornando para Wadsworth aos 12 anos por insistência de sua mãe. Bryant adotou o sobrenome do padrasto, mas nunca mudou o registro legalmente para Mohan.

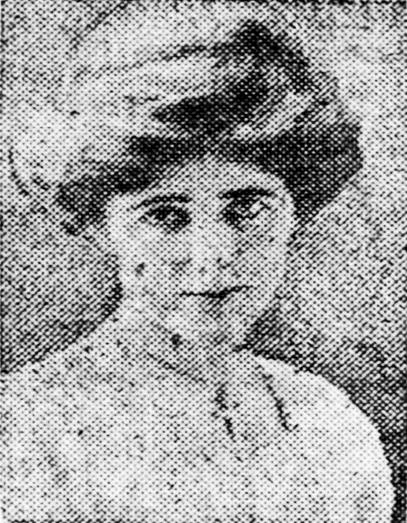
Bryant em foto do grêmio estudantil na Universidade de Oregon, em 1909

Cursando o ensino médio em Wadsworth e em Reno, e a faculdade na Universidade Estadual de Nevada (agora conhecida como a Universidade de Nevada, Reno), Bryant desenvolveu interesses em jornalismo, debates, ilustrações, vida social, dança e basquete. Ela editou o periódico "Edição das Jovens Senhoras" do Student Record em 1905; escreveu uma história curta, "O Caminho de um Flirt", para uma revista literária, Chuckwalla; e contribuiu com esboços para outra publicação, a Artemisia. Deprimida após a morte de seu avô, em 1906, Bryant deixou a escola para um trabalho em Jolon, Califórnia, e durante alguns meses ela instalou-se em uma fazenda de gado e ensinou as crianças, em sua maioria jovens Mexicanos. Naquele verão ela se mudou para a cidade de Eugene, Oregon, onde seu irmão Louis trabalhou para o Southern Pacific.
Depois de descobrir que poderia transferir seus créditos da faculdade de Nevada, matriculou-se na Universidade de Oregon, em Eugene. Popular na faculdade, que, à época, tinha menos de 500 alunos matriculados, ela ajudou a fundar um pequeno grêmio, Zeta Iota Phi (um capítulo de Chi Omega), e foi a primeira presidenta. Durante seu tempo na cidade de Eugene, ela produziu poemas e esboços a tinta de caneta para o Oregon Mensal. Em uma pequena cidade repleta de "moralismo puritano", ela foi a primeira a usar maquiagem no campus; teve vários namorados, e usava roupas que Miriam Van Waters, editora do Oregon Mensal, e Luella Clay Carson, o reitor para assuntos femininos, consideravam impróprias. Tirou férias durante o semestre da primavera de 1908 para ensinar em uma pequena escola em Stuart Island, uma das Ilhas San Juan , perto da fronteira dos EUA com o Canadá. Ela voltou para Eugene para concluir a sua licenciatura em História, graduando-se no começo de 1909. Seu trabalho final de curso foi sobre as Guerras Indígenas Modoc.

## Portland
Na primavera de 1909, Bryant se mudou para Portland, dividindo um apartamento no centro com uma de suas colegas de faculdade, Clara Wold, e só depois alugou seu próprio apartamento, no mesmo prédio. Entre o trabalho que realizou, desenhou um vitral para os irmãos Povey, trabalhou como repórter freelance para O Oregonian, e tornou-se ilustradora e editora da editoria de Sociedade no Portland Spectator, uma revista semanal de notícias. Enquanto isso, fez amizades com pessoas - tais como Cas Baer, editor de Drama para The Oregonian - que estavam interessadas em jornalismo e artes. No final de 1909, ela conheceu e se casou com Paul Trullinger, um dentista que morava em uma casa flutuante no Rio Willamette, colecionava arte, gostava de festas com muita bebida, e, por vezes, fazia convites para o seu escritório para inalar éter.
Bryant, que manteve seu nome de solteira, e seu apartamento no centro depois de seu casamento com Trullinger, recusava-se a fazer o trabalho doméstico e ansiava por progressão profissional. Inclina-se para a política e para o movimento sufragista através de uma amiga, Sara Bard Field. Junta-se à Liga de Sufrágio pela Equidade da Universidade em Oregon, em 1912. Ela e Field fizeram discursos sufragistas em pequenas cidades de Oregon, e Bryant andou no barco do sufrágio durante a parada anual do Dia da Bandeira em Portland. Liderado por Abigail Scott Duniway, as mulheres conseguiram sufrágio no Oregon, um ano mais tarde.
Bryant tornou-se familiarizada com a revista socialista As Massas através do advogado e morador de Portland, C. E. S. Wood. Wood casou-se com Field e, muitas vezes, escreveu contribuições para a revista. Entusiasmado sobre seu conteúdo, particularmente com os artigos escritos porJohn Reed, Bryant começou a angariar assinaturas para ele. Emma Goldman, uma famosa anarquista a quem Wood defendeu em tribunal,
fez um discurso em honra a Reed no pátio do Trabalhadores Industriais do Mundo (Industrial Workers of the World, em inglês), em Portland. Ela e outros ativistas políticos, como Alexander Berkman, estavam entre os convidados entretidos por Bryant e seu marido. Em 1914, Reed, um egresso de Harvard, escritor estabelecido que, naquela época, vivia na Vila Greenwich, veio para casa para uma visita, e discursou na Universidade do Clube de Portland contra o sistema de classes. Exatamente como ou quando ou quantas vezes Bryant e Reed se encontraram é incerto, mas perto do Natal de 1915, quando Reed voltou para casa para visitar sua mãe viúva, o jovem casal anunciou seu amor em um jantar. Reed voltou para Vila Greenwich, em 28 de dezembro, e Bryant, abandonando o seu casamento, juntou-se a ele três dias mais tarde. Trullinger pediu o divórcio, concedido em julho de 1916, por motivos de abandono.

## Greenwich Village e Cape Cod

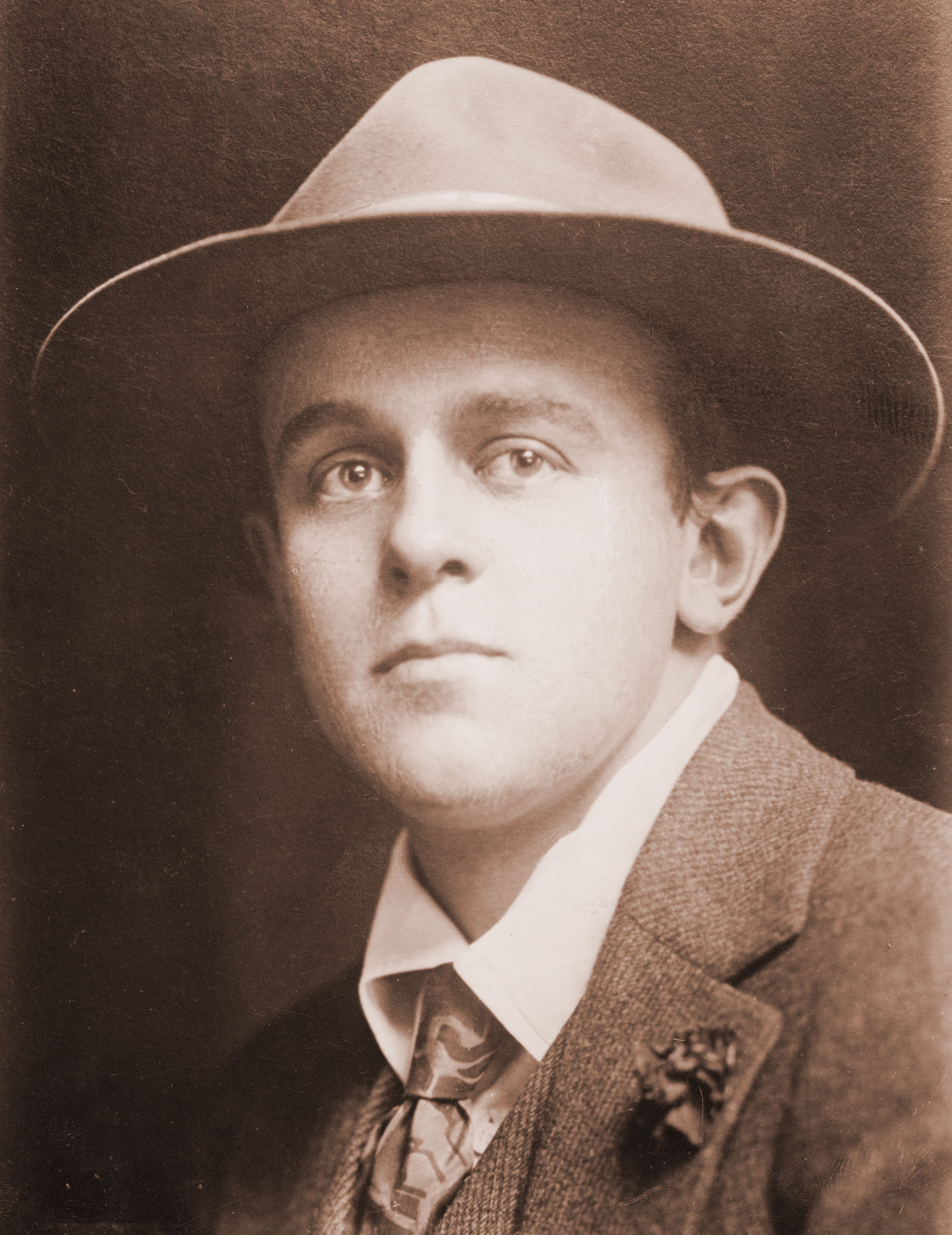
John Reed, c. 1910–1915 1910–1915

Reed tinha alugado um quarto para Bryant perto de seu apartamento na rua 43 da Washington Square. Morando juntos sem casamento, eles causaram curiosidade entre os amigos de Reed na Vila, muitos dos quais rejeitavam o casamento e outras normas da classe média.  Unidos por um "ar de liberdade intelectual, liberdade moral e camaradagem", a maioria desses amigos eram envolvidos com literatura, artes, políticas ou atividades em um bairro boêmio que, em alguns aspectos, assemelhava-se ao Left Bank de Paris.
Em uma visita a Nova York, Field levou Bryant para um encontro de Heterodoxia, um grupo de mulheres, que incluía a feminista Charlotte Perkins Gilman, a jornalista Maria Heaton Vorse, a ativista política Crystal Eastman, a atriz Ida Rauh, as escritoras Zona Gale e Mary Austin, dentre muitas outras. Entre as novas amigas de Bryant estavam as feministas Inez Milholland, Inez Gillmore, e Doris Stevens. Entre outras personalidades que circulavam na Vila estavam Emma Goldman, o dramaturgo Eugene O'Neill, e uma das ex-amantes de Reed, a patrona de artes Mabel Dodge. No apartamento da rua 43, Bryant e Reed trabalhavam em suas carreiras jornalísticas em quartos separados de trabalho. Quatro meses depois de deixar Oregon, Bryant teve um artigo publicado em Nova York, sobre dois juízes de Portland, um dos quais tinha dispensado um processo instaurado contra Goldman para a distribuição de informações sobre controle de natalidade. O artigo "Dois Juízes" foi publicado em abril de 1916 na revista As Massas, editada por Max Eastman, irmão de Crystal Eastman. Enquanto isso, Reed, que tinha escrito sobre A Greve da Seda de 1913 em Paterson, em Pancho Villa, entre 1913-14, e a contínua guerra (I Guerra Mundial) na Europa, foi designado pela Collier's para entrevistar William Jennings Bryan, na Flórida.
Na primavera daquele ano, Bryant e Reed atenderam ao chamado de Vorse para passar a estação em Provincetown, Massachusetts, na ponta de Cape Cod, e para participar das produções do Provincetown Players no teatro comunitário. Outras pessoas da Vila juntaram-se ao grupo, organizado em 1915 por George Cram Cook e sua esposa, Susan Glaspell, que desejavam produzir peças que misturavam política e arte. Entre as obras encenadas em 1916 estava O Jogo, de Bryant, em que personagens chamados de Vida e Morte e jogavam dados pela vida de um Jovem (um poeta) e uma Garota (uma dançarina). O espetáculo apareceu no mesmo cartaz de Não é Inteligente por Wilbur Steele e Oriente Vinculado para Cardiff, por O'Neill.
Durante o verão, Reed deixa Cape Cod para cobrir a convenção do Partido Progressista em Chicago, e outras vezes ele saiu para trabalhar em artigos para Collier's e Revista Metropolitana. Durante essas ausências, Bryant e O'Neill tornaram-se amantes, o que não surpreendeu um grupo que professava e praticava o amor livre. Reed, cientes de que este novo envolvimento, reagiu convidando O'Neill para começar a fazer as suas refeições com eles. Em uma nota a Field, Bryant disse que seu relacionamento com a Reed foi "tão belo e tão livre!... Nós não interferimos um com o outro de forma alguma...nos sentimos como crianças que nunca vão crescer".

## Croton-on-Hudson

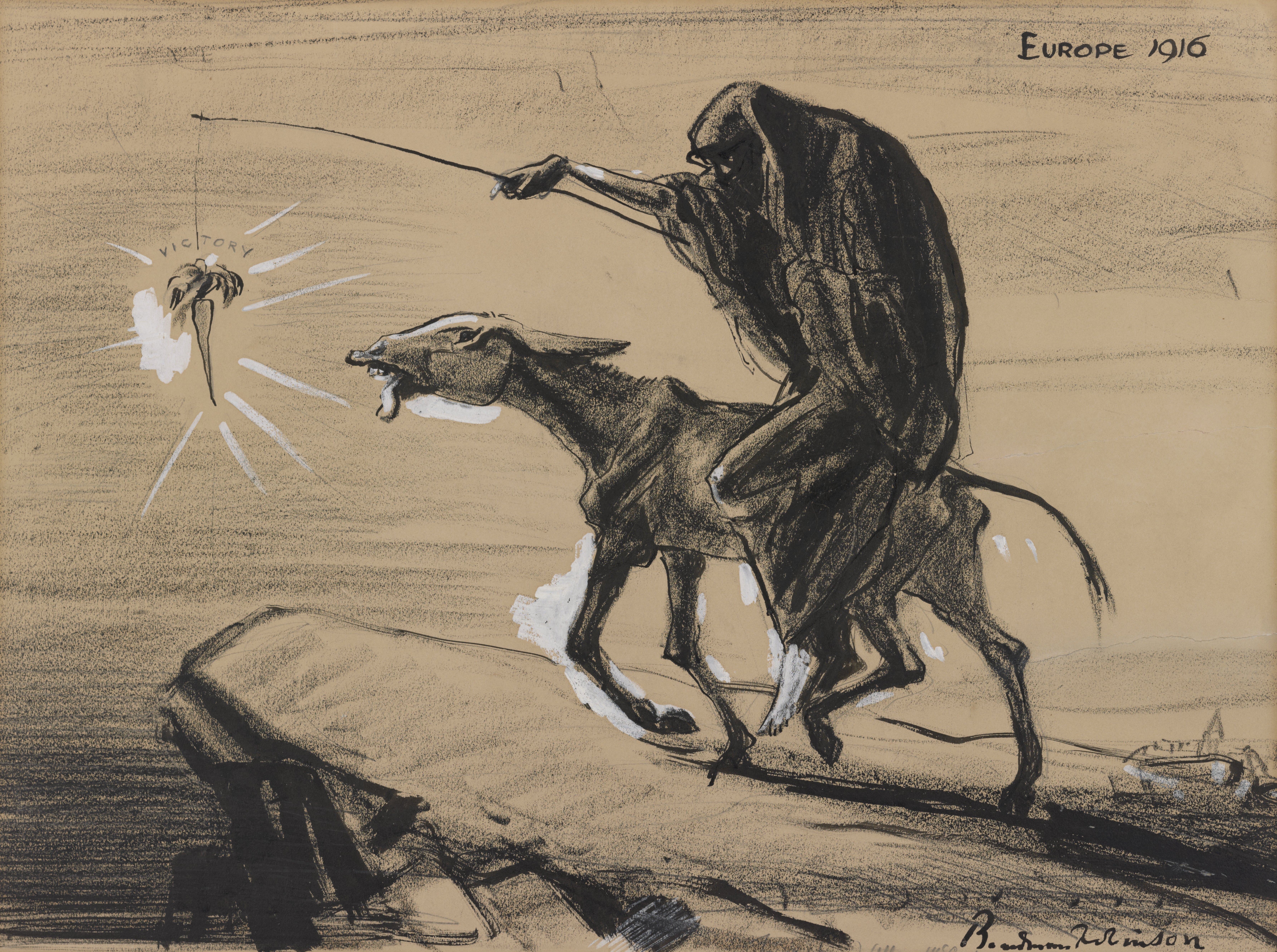
"A europa de 1916", um desenho antiguerra feito por Boardman Robinson, apareceu em outubro de 1916 em As Massas, uma revista para a qual Bryant tinha começado a escrever artigos e poemas no mesmo ano.

Depois de passarem o mês de setembro de 1916 em uma casa que compraram em Truro, Bryant e Reed voltaram para Vila Greenwich, onde o Provincetown Players previa a criação de uma alternativa teatral para a Broadway. Nos fins de semana, eles peregrinavam para Croton-on-Hudson, rio acima da Cidade de Nova York, onde os Moradores, incluindo Eastman, Dodge, e o ilustrador Boardman Robinson e sua esposa tinham casas. Em outubro, Bryant e Reed compraram seu próprio lugar em Croton-on-Hudson. Enquanto isso, Reed, que sofria de doenças renais desde a infância, foi informado pelos médicos de que seria necessário ter um rim removido. A cirurgia, considerada "muito grave", foi agendada para meados de novembro. Reed queria proteger Bryant, fazendo dela sua herdeira legal, e eles se casaram no dia 9 de novembro no escritório do condado em Peekskill, antes de Reed ir para o Hospital Johns Hopkins, em Baltimore, para fazer a cirurgia em 12 de novembro.
Entre as dificuldades enfrentadas pelo casal estava o relacionamento contínuo de Bryant com O'Neill e alguns problemas ginecológicos dos quais ela foi tratada enquanto Reed estava no hospital. Quando ele voltou de Baltimore, em meados de dezembro, Reed e Bryant ficaram reclusos em Croton-on-Hudson para se recuperarem e focarem-se na escrita. Eles planejavam viajar para a China, em 1917, e cobrir eventos para publicações americanas, mas em janeiro os planos caíram quando a entrada dos EUA na I Guerra Mundial contra a Alemanha tornou-se altamente provável. (Os estados unidos entraram na guerra em 6 de abril.)
Para impulsionar suas finanças pessoais, eles venderam a casa em Truro para Margaret Sanger, e Reed empenhou relógio de ouro que fora de seu pai. Ao mesmo tempo, o seu forte posicionamento antiguerra, enunciado em As Massas e em outros lugares, afugentou a maioria de seus empregadores, reduzindo ainda mais a sua renda. Somada a esses estresses estava a confissão de Reed a Bryant de que teve vários casos de amor, e a consequente infelicidade entre os dois levou a uma separação temporária. Quando ela expressou o desejo de ir para a Europa, ele a ajudou a convencer John N. Wheeler, que tinha recentemente formado o Sindicato Sino, para emitir-lhe um passe de imprensa. Reed pagou sua passagem, e Bryant partiu em junho, para cobrir a guerra na França. Os arrependimentos vieram logo em seguida. De acordo com a biógrafa de Bryant, Virginia Gardner:
Mal ela tinha partido a bordo do navio e tanto Reed quanto Bryant foram assolados por dúvidas. Uma enxurrada de cartas de ambos os lados do Atlântico se seguiram. Ambos estavam sofrendo, ambos estavam confusos, solitários e infelizes... [As cartas eram] prova do forte vínculo que unia os dois, o poeta-repórter e crítico social e a inconstante e atraente mulher que ele havia resgatado da banalidade da existência da classe média, em Portland.
Na viagem de travessia do Atlântico, Bryant entrevistou a tropa de serviço ambulatorial e outros personagens a bordo do Espanha e escreveu notícias sobre eles e sobre a ameaça de ataques de torpedos. Na França, ela reuniu a maior parte de seu material bem longe da Frente Ocidental, e enviou as notícias a Reed, que as editou e as encaminhou para Wheeler.

## Petrogrado

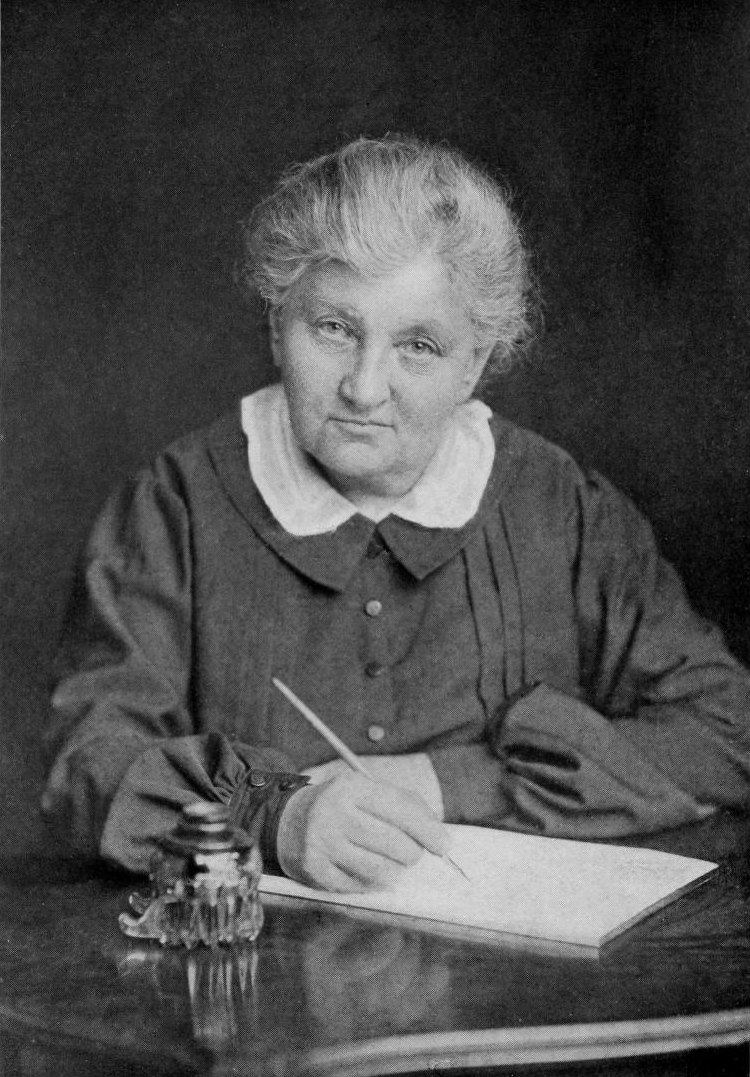
Katherine Breshkovsky, "avó da revolução", estava entre as mulheres que Bryant entrevistou em 1917.

Em meados de agosto, quando Bryant voltou da França, Reed a encontrou nas docas e disse-lhe para se preparar para ir para Petrogrado , quatro dias depois, para cobrir a Revolução Russa. O homem do leste de As Massas tinha levantado fundos para pagar à Reed as despesas de viagem, e o Sindicato Sino designou Bryant para escrever sobre a guerra "a partir de um ponto de vista feminino". Saindo de Nova Iorque, em 17 de agosto, eles chegaram em Petrogrado, que era então a capital da Rússia, cerca de seis meses após a abdicação forçada do último czar russo, Nicolau II. Dirigido por Alexander Kerensky, o governo provisório, que tinha sucedido o czar já tinha sobrevivido a uma tentativa de golpe pelo General Lavr Kornilov. Bryant e Reed entraram na cidade após o Caso Kornilov e antes de os Bolcheviques derrubarem o governo Kerensky na Revolução de Outubro.

Reconciliados como um casal, e trabalhando do quarto deles no Angleterre Hotel, Bryant e Reed participaram de reuniões no Instituto Smolny e em outros lugares em Petrogrado e entrevistaram muitas das principais figuras políticas, incluindo Lenin, Trotsky, e Kerensky, e ambos, eventualmente, compilado livros—Seis Vermelho Meses na Rússia por Bryant e Reed Dez Dias Que Abalaram o Mundo—a partir de seus artigos. Bryant amplamente divulgada, abrangendo Duma de reuniões, sala de jantar em público bagunça salas com soldados e trabalhadores, e entrevistar mulheres revolucionários. Entre aqueles que foram Katherine Breshkovsky, conhecida como a "avó da revolução", Maria Spiridonova, quem Bryant considerada a mulher mais poderosa na Rússia, e Aleksandra Kollontai, que se tornou popular Comissário de bem-estar Social e a única mulher no Bolchevique de gabinete. No processo, Bryant, que havia sido frequentemente ofuscada por seu mais famoso marido, ganhou a confiança em seus relatórios profissionais habilidades. no momento em que ela voltou para Nova York, seu trabalho estava sendo lida em toda a América do Norte. Gardner diz:
[A] da primavera de 1918, nos Estados Unidos, foi um tempo de grandes contradições. Openmindedness sobre a nova russas experiência nas cidades e no interior coexistido com a intensificação patriotismo dos tempos de guerra... Não importa o que apareceu em suas páginas editoriais, editores de jornais, sabia que apresentam histórias com conhecimento de primeira mão a Revolução vendidos papéis. O conservador e o Republicano Philadelphia Public Ledger sindicato comprou Bryant trinta e duas histórias e vendeu-os para Hearst Nova York Americano e mais de uma centena de jornais nos Estados Unidos e Canadá.

## Bibliografia

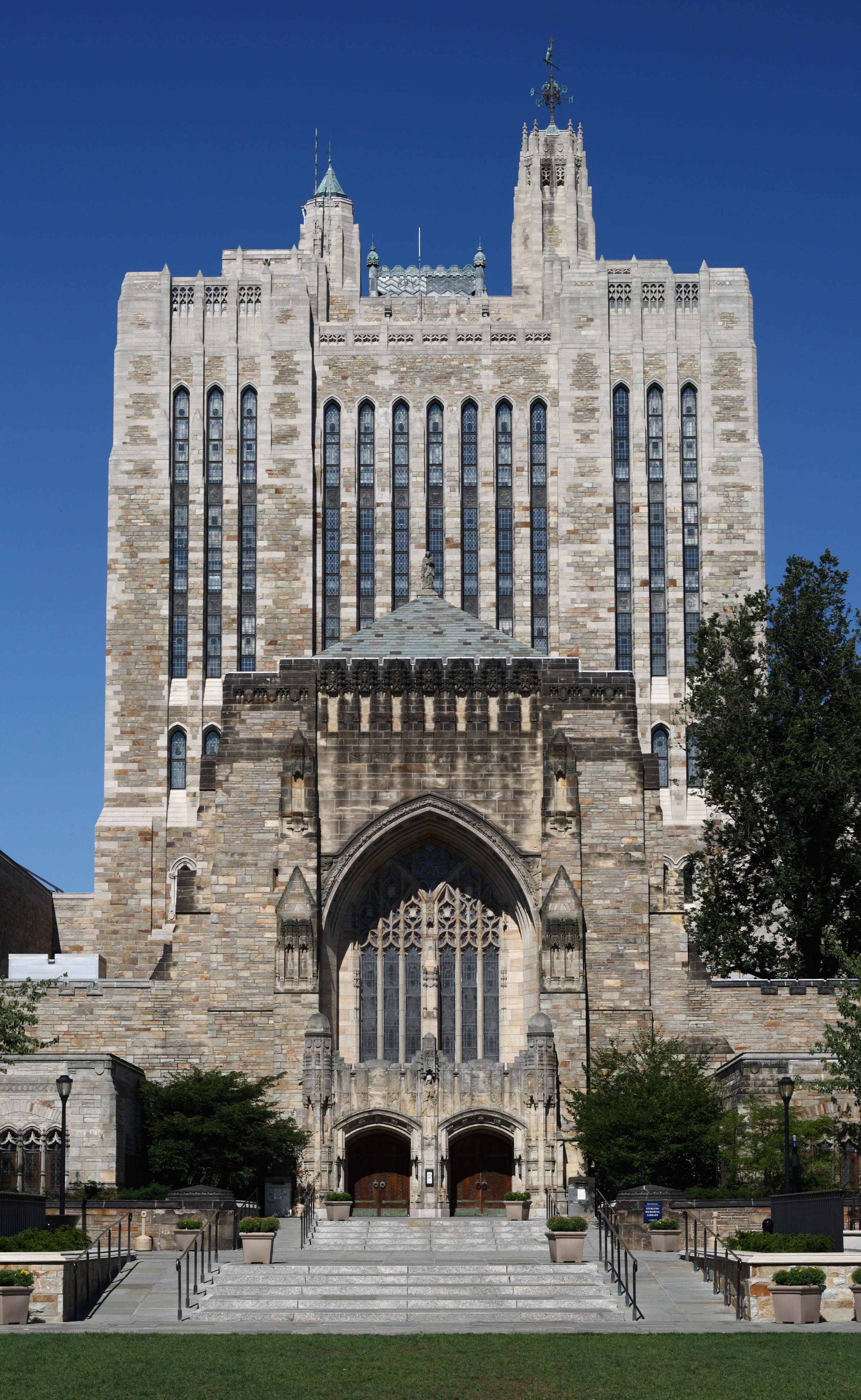
Biblioteca Memorial Sterling na Universidade de Yale, que abriga os papéis de Bryant

### Livros
- School Feeding: Its History and Practice at Home and Abroad[49]
- Six Red Months in Russia[50]
- Mirrors of Moscow[51]

### Roteiros
- The Game: A Morality Play in One Act[52]

### Artigos
- "Art for American Children"[53]
- "Fables for Proletarian Children"[54]
- "The Last Days with John Reed: A Letter from Louise Bryant"[55]
- "Two Judges"